# IBook

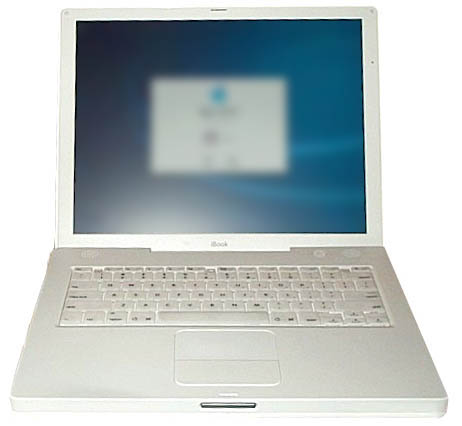
iBook G3/900, inizio del 2003

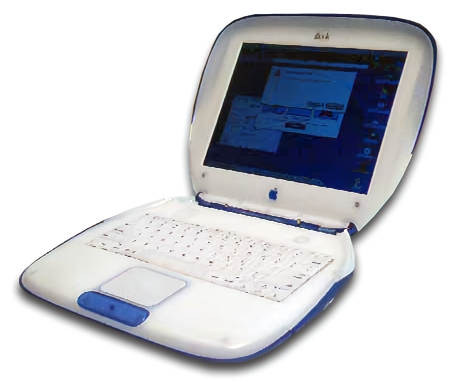
iBook prima generazione, colore Indigo.

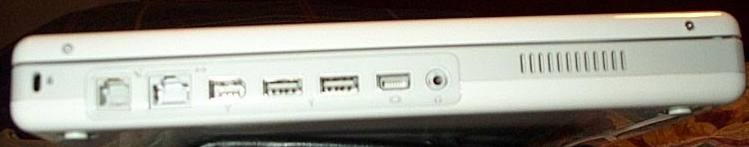
Porte dell'iBook (inizio del 2003). Da sinistra a destra: Kensington security lock slot, 56k modem port, Ethernet port, FireWire port, 2 USB 1.1, porta video out, uscita audio jack

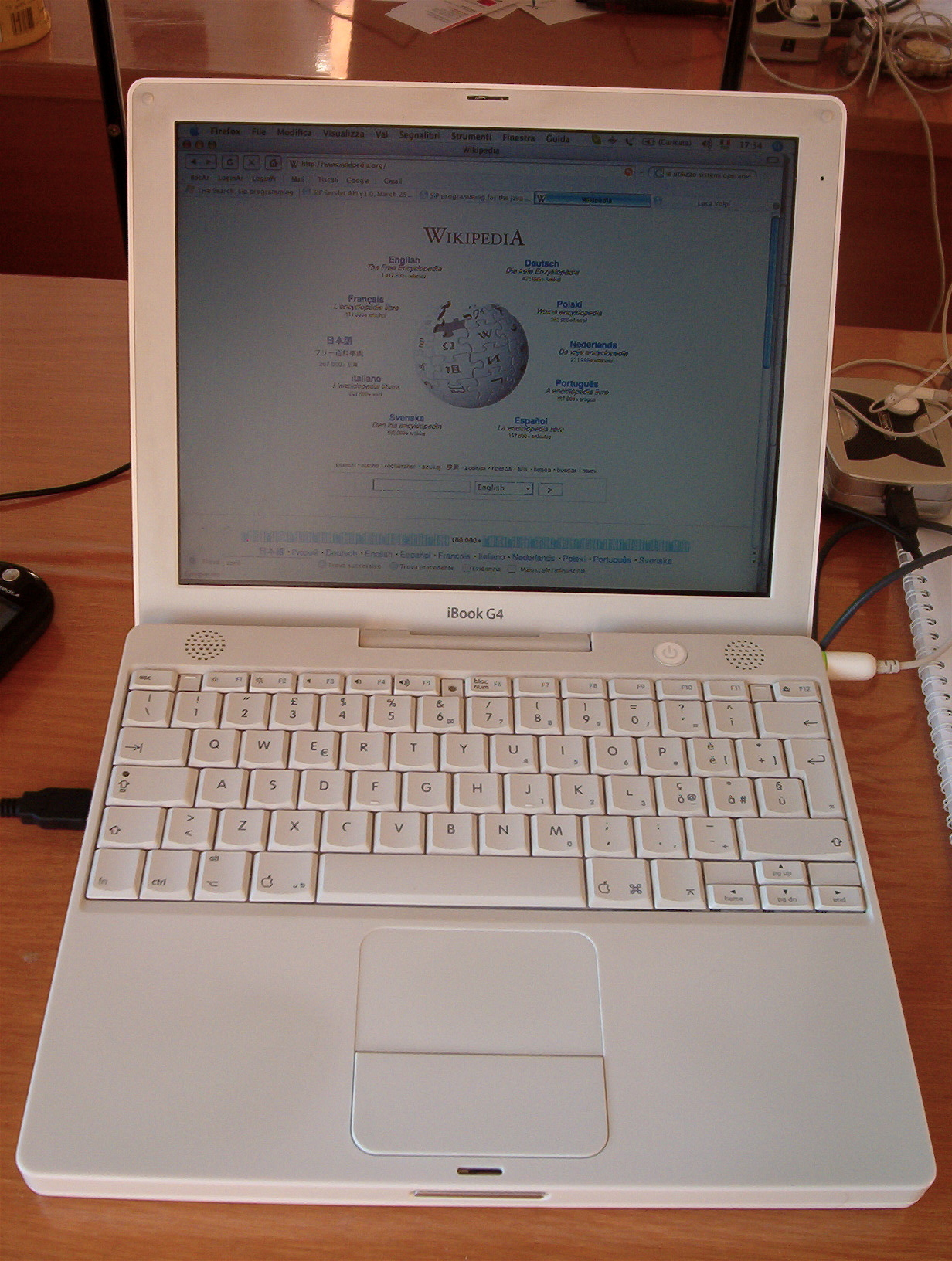
iBook G4

L'iBook è una famiglia di notebook dell'Apple Inc.. È stata commercializzata dall'Apple Computer Inc. tra il 1999 e il 2006, anno in cui l'iBook è stato sostituito dal MacBook.
L'iBook era indirizzato al grande pubblico e al settore scolastico.

## Modelli
Il primo modello è stato messo in commercio il 21 luglio 1999. Tutti gli iBook erano basati sul processore PowerPC 750 ("G3"). Il 23 ottobre 2003 vennero messi in commercio gli iBook G4. La prima generazione di iBook si è fatta notare per la particolare forma a conchiglia e per la solidità della costruzione. La generazione successiva ha acquisito forme più classiche e un colore bianco, con delle rifiniture che hanno reso il computer meno "allegro" ma - a detta di molti - più elegante.

### iBook G3
- 21 luglio 1999 - iBook (processore a 300 MHz / 32 MB RAM / 3.2 GB HDD) disponibile in Blueberry (azzurro) e Tangerine (arancione)
- 16 febbraio 2000
  - iBook (revision B) (64 MB RAM / 6 GB HDD)
  - iBook Special Edition (processore a 366 MHz / 64 MB RAM / 6 GB HDD) disponibile in Graphite (grigio)
- 13 settembre 2000
  - iBook (FireWire) (processore a 366 MHz / 64 MB RAM / 10 GB HDD) disponibile in Indigo (blu) and Key Lime (verde), include una porta FireWire 400 e un'uscita video.
  - iBook (FireWire) Special Edition (processore a 466 MHz) disponibile in Key Lime (verde) and Graphite (grigio).  Include un lettore DVD-ROM.
- 5 gennaio 2001 - iBook (Dual USB) (processore 500 MHz / 64 MB RAM / 10 GB HDD) disponibile solo in bianco, aumentata la risoluzione video fino a 1024x768, aggiunta una nuova porta USB.  Disponibili diversi lettori ottici a scelta (CD-ROM, CD-RW, DVD/CD-RW).
- 16 ottobre 2001 - iBook (fine 2001) (processore 600 MHz / 128 MB RAM 15-20 GB HDD) aumentato il bus fino a 100 MHz.
- 7 gennaio 2002 - iBook (14") aggiunta versione con schermo da 14 pollici, ma con la stessa risoluzione della modello inferiore.
- 20 maggio 2002 - iBook (maggio 2002) (processore a 700 MHz / 20-30 GB HDD) aggiunta ATI Radeon Mobility nei modelli da 12" e 14".
- 5 novembre 2002 - iBook (novembre 2002) (processore a 800 MHz) nuovo prezzo, consistente riduzione dei prezzi, €200 in meno del precedente prezzo di listino.
- 22 aprile 2003 - iBook (inizio 2003) (processore a 900 MHz / 40 GB HDD/ 256MB of RAM) aggiornamento del processore per il modello da 14".

### iBook G4
- 23 ottobre 2003 - Il lancio dell'iBook G4 segna il definitivo abbandono del processore PowerPC G3 da parte dell'Apple e di conseguenza della possibilità di avviare la macchina col macOS (eccetto che per i Power Macintosh G4 che manterranno questa possibilità fino al 19 aprile 2004). Il nuovo iBook G4 include 256 KB L2 cache (i PowerBook montano una cache L2 grande il doppio), hanno un bus a 133 MHz e frequenze del processore fino a 800 MHz per il modello a 12" e 1 GHz per il modello da 14". Viene introdotto il caricamento dei CD attraverso una fessura e non come in precedenza tramite tray. Vengono apportati dei cambiamenti "cosmetici", il colore diventa un bianco più chiaro del precedente e viene reintrodotta la tastiera traslucida. I prezzi partono da €1199.
- 19 aprile 2004 - Seconda revisione dell'iBook G4, le linee vengono portate ad avere il frequenza base di 1 GHz, il modello a 14" può arrivare fino a 1,2 GHz. Gli iBook e i PowerBook condividono ora lo stesso processore ma il bus di sistema e la memoria cache sono superiori nei secondi. La massima memoria installabile viene portata a 1280 MByte e per la prima volta viene offerta la possibilità di ordinare modelli da 14" equipaggiati di SuperDrive. Nel modello da 14" di fascia alta l'Airport Extreme è fornita di serie.

## Uscita dalla produzione
Il 16 maggio 2006 l'iBook è uscito dalla produzione e non è più presente sull'Apple Store essendo sostituito, di fatto, dal nuovo MacBook.
La principale discontinuità con il nuovo portatile di fascia consumer di Apple è l'architettura: un processore Intel è presente sui nuovi MacBook, al posto del processore PowerPC che equipaggiava l'iBook.

## Estensione della garanzia
Nel novembre del 2003, in seguito ad alcuni problemi al display presenti in molti iBook, un gruppo di utenti americani ha minacciato un'azione legale contro la Apple se questa non avesse provveduto a sostituire i display. Nel gennaio 2004 l'Apple ha avviato una procedura di estensione della garanzia per i difetti sul display e ha provveduto a sostituire i display e i componenti elettronici che non funzionavano regolarmente. I difetti evidenziati erano tremolii dello schermo, immagini non centrate e/o storte o sfarfallanti.